# Spring (Spring)
Spring è l'unico album del gruppo musicale britannico Spring, pubblicato nel 1971.

## Tracce
1. The Prisoner (Eight By Ten) - 5:34
2. Grail - 6:44
3. Boats - 1:53
4. Shipwrecked Soldier - 5:08
5. Golden Fleece - 6:59
6. Inside Out - 4:49
7. Song To Absent Friends (The Island) - 2:47
8. Gazing - 5:54
9. Fool's Gold - 6:26 (bonus track)
10. Hendre Mews - 7:09 (bonus track)
11. A World Full of Whispers - 3:57 (bonus track)

## Formazione
- Pat Moran: mellotron - vocals
- Kips Brown: organ - piano - mellotron
- Ray Martinez: guitars - mellotron
- Adrian Maloney: bass
- Pick Withers: drums - glockenspiel